# (3260) Vizbor
(3260) Vizbor est un astéroïde de la ceinture principale.

## Description
(3260) Vizbor est un astéroïde de la ceinture principale. Il fut découvert le 20 septembre 1974 à Naoutchnyï par Lioudmila Jouravliova. Il présente une orbite caractérisée par un demi-grand axe de 2,23 UA, une excentricité de 0,09 et une inclinaison de 5,2° par rapport à l'écliptique.

## Compléments